# Mesa de Téllez
Mesa de Téllez är en ort i Mexiko.   Den ligger i kommunen Guadalupe y Calvo och delstaten Chihuahua, i den nordvästra delen av landet, 1 100 km nordväst om huvudstaden Mexico City. Mesa de Téllez ligger 2 381 meter över havet och antalet invånare är 104.
Terrängen runt Mesa de Téllez är kuperad, och sluttar söderut. Runt Mesa de Téllez är det mycket glesbefolkat, med 6 invånare per kvadratkilometer. Närmaste större samhälle är Las Yerbitas Aserradero, 10,8 km nordost om Mesa de Téllez. I omgivningarna runt Mesa de Téllez växer huvudsakligen savannskog.